# Nacional Futebol Clube
El Nacional Futebol Clube, conocido simplemente como Nacional, es un club de fútbol profesional brasileño de la ciudad de Manaos, estado de Amazonas. Fundado el 13 de enero de 1913, es el club más antiguo del estado de Amazonas.
Sus colores son el azul y el blanco, y sus mascotas representativas son el águila y el león, este último el más conocido, es por eso que el club es conocido por su hinchada como Leão da Vila Municipal (León de la Villa Municipal), en homenaje al barrio de villa municipal (actual Adrianópolis), donde se encuentra el patrimonio social.
Es uno de los dos clubes más tradicionales del estado Amazonas, siendo actualmente el que posee el récord con mayor títulos estatales con 42 conquistas, incluyendo un hexacampeonato entre 1976 e 1981. Fue el primer club del norte de Brasil en disputar la primera división del fútbol de Brasil disputando un total de 14 ediciones de la competición. En la Copa de Brasil el club estuvo en 15 ediciones, un récord también establecido en los clubes del norte de Brasil.
Es también el club con mejor estructura entre los clubes deportivos del estado Amazonas y es el club que tiene la mayor cantidad de hinchas en la ciudad de Manaos. Su principal rival en el fútbol es el Atlético Rio Negro Clube equipo con el cual mantiene la mayor rivalidad del fútbol del estado Amazonas.

## Historia
El 13 de enero de 1913 se fundó el Nacional Futebol Clube como descendencia del Manaus Sporting Club, Liderados por Manuel Fernández da Silva, un grupo de atletas y miembros fundadores del Manaus Sporting Club se reunieron para dar nacimiento a una organización destinada a ser una de las más gloriosas del deporte de Amazonas y el Norte de Brasil, el equipo también fue formado con el objetivo de que los Brasileros del Estado Amazonas practiquen al fútbol ya que era una época donde el deporte rey principalmente era practicado la mayoría de las veces por los ingleses que residían en el estado Amazonas.

### El Nombre
El motivo del nombre ”Nacional” fue elegido por la totalidad de jugadores brasileros que en ese momento jugaban en el club ya que en ese entonces era una época donde el fútbol en Manaos era practicado principalmente por los ingleses que en ese momento ya habían fundado clubes como el Manaus Athletic Club. el nombre Nacional era un homónimo al equipo de once jugadores de origen brasileros que jugaban en el club. El elenco estaba compuesto por Fernando da Silva, Antonio, Jose Ernesto, Moisé Cordeiro (Guardameta); Jorge Hermes, Manuel Laiza, Althberto Rocha; Santos Ferreira, Paulo Melo, Cícero Costa, José Melo, Fausto Paiva.

### Primer Campeonato Amazonense
El Nacional realiza su primera partida oficial del primer Campeonato Amazonense realizado el 8 de febrero de 1914, partido disputado contra el Manaos Sporting, club del cual salieron parte de sus socios fundadores. Después de una pérdida grande de documentos históricos del club Nacional. 

### La Copa del Rey Hassan en Marruecos
En 1984, durante un viaje a Marruecos, en el norte de África, Nacional ganó la copa rey de Marruecos. Ese torneo fue disputado durante una excursión a Casablanca siendo así el primer club de la región Norte de Brasil en realizar un viaje fuera de América Latina, el torneo fue realizado en homenaje al rey de aquella monarquía en Marruecos y el club Nacional fue escogido para representar a Brasil en dicho torneo, en ese entonces el club se encontraba en la serie A del fútbol brasileño.
En 1985, Nacional compitió por última vez el Campeonato Brasileiro Série A. El club terminó en el puesto 18, por delante de clubes como el Fluminense, Grêmio y São Paulo. El club compitió en 1992 en la Copa do Brasil por primera vez , siendo eliminado por el Vasco da Gama en la primera ronda. El partido de ida, en Manaos, terminó en un empate 1-1. El partido de vuelta, en Río de Janeiro, Vasco venció 5-0 a Nacional.

## Las Sedes del Club

### Av. Epaminondas
La primera sede social del Nacional Futebol Clube fue instalada a gestión de José Onando Mendes y el coronel Leopoldo Matos, en la Avenida Epaminondas en el centro comercial de Manaos, allí la sede estuvo por la década de los años 30.

### Saldanha Marinho
A partir de 1930, el Nacional su sede en la calle Saldanha Marinho, en la propiedad de un conocido comerciante llamado J.G. de Araújo que le cedió el sitio al club por varias décadas por amor a la camiseta. La sede era estaba pintada completamente de azul y tenía el escudo del club en la parte frontal, contaba con un complejo donde el club practicaba Futsal y Basquetbol.

### Vila Municipal

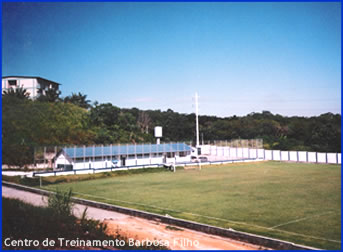
Centro de Entrenamientos Barbosa Filho

Una de las gestiones, realiza una definitiva mudanza para la calle Sao Luis, en la Vila Municipal de Manaos, "antiguo barrio de los ingleses" casi al frente del famoso "Castelinho", actual barrio de Adrianópolis, allí fue construida toda la estructura social del club, hasta hoy en día la mayor de Manaos, el patrimonio de Vila Municipal era el campo de fútbol por donde muchos años Nacional Futebol Clube entreno.

### Centro de Entrenamientos Barbosa Filho

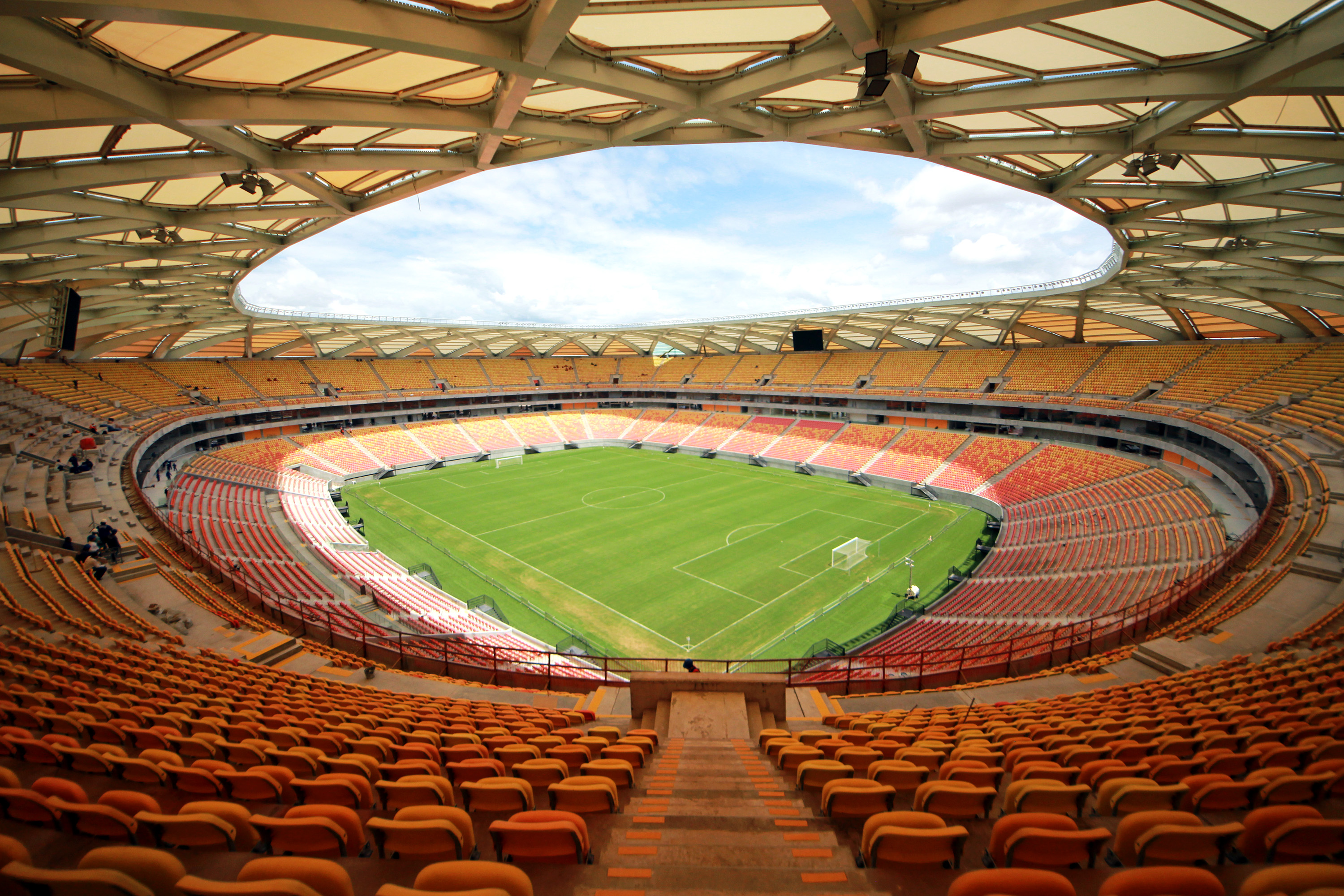
Arena Amazônia Vista Interior del Estadio

Llamado Centro de entrenamiento de fútbol y formación de atletas. El C.T.E.B.F. fue fundado el 16 de julio de 1980, su nombre es en homenaje a uno de los grandes jugadores del Nacional Futebol Clube, Barbosa Filho el atleta también fue director de deportes y en algunas ocasiones director técnico del club.

### Arena da Amazônia
Mejor conocido en la ciudad de Manaos como Vivaldão, es el actual complejo deportivo utilizado por el Nacional Futebol Clube para los partidos de la liga profesional del fútbol brasileño.

## Palmarés

### Títulos obtenidos en el Campeonato Amazonense
- Campeonato Amazonense: (43)

1916, 1917, 1918, 1919, 1920, 1922, 1923, 1933, 1936, 1937, 1939, 1941, 1942, 1945, 1946, 1950, 1957, 1963, 1964, 1968, 1969, 1972, 1974, 1976, 1977, 1978, 1979, 1980, 1981, 1983, 1984, 1985, 1986, 1991, 1995, 1996, 2000, 2002, 2003, 2007, 2012, 2014, 2015.

## Las Mascotas del Club
- El águila - Esta sería la mascota viable al club, mascota que presta homenaje a la nación Brasilera, pues existe una especie de águila que vive en el Amazonas que está en especie de extinción, pocos hinchas conocen al águila como una de las mascotas del club, pero muchas hinchadas organizadas del club tienen en su nombre la palabra “Águila“.

- El león - Esta mascota es la más reconocida por los hinchas del club, a pesar de que el animal nunca ha estado estabilizado en Brasil es adoptado como mascota en muchos clubes brasileros, entre ellos el Nacional Futebol Clube, hoy en día la mascota entra al estadio para animar a los hinchas, generalmente con una camiseta azul y una capa azul y blanco en representación a los colores del club, el león representa la garra y fuerza del club,

## Estructura del Club

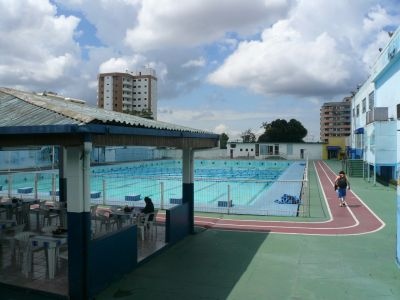
Piscina Olímpica del Parque Acuático Adelino Costa

El nacional tiene hoy en día un gran patrimonio, considerado uno de los mayores entre los clubes del estado Amazonas el club cuenta con:

### Patrimônio del barrio Adrianopolis
- Sede Administrativa del club, hoy reservada a un pequeño escritorio del patrimonio general del club.
- Un monumental Salón de Fiestas.
- Academia nacionalina, construida por uno de los antiguos presidentes del club.
- Salón para eventos sociales
- Salón Mario Cortez - Sala de trofeos, donde permanecen los trofeos del club, los visitantes pueden ver Cuadros de los grandes equipos y los cuadros de los últimos presidentes del club. Fue inaugurado el 19 de diciembre de 2003.
- Escuela de Fútbol Barbosa Filho: cuenta con un campo de fútbol para entrenamientos y atiende cerca de 200 jóvenes atletas.
- También cuenta con un espacio hoy ocupado por un puesto de gasolina.

### Parque Acuático Adelino Costa
El Parque Acuático Adelino Costa cuenta con dos piscinas, fue construido con ganancias de títulos del club e inaugurado en gestión de Maneca en la década de los 80.
- Piscina Olímpica, siendo que existen apenas tres en el estado Amazonas: la del Nacional, la de la Vila Olímpica que es la del SESI.
- Cuenta con una piscina de hidroginástica.
- Restaurante

### Centro de Entrenamientos Barbosa Filho
El C.T Barbosa Filho posee alojamientos propios para hospedar los jugadores, funcionando también como concentración de las Categorías Bases del Club (infantil, juvenil y juniors), El Centro está compuesto también por un campo de fútbol (con medidas oficiales), vestuarios, duchas, departamento médico, sala de masajes y estacionamiento.

## Escudo del Club
El Águila – el águila así como el escudo tradicional fueron diseñados originalmente por el Socio-fundador del Nacional, Coriolano Durand. Y este valiéndose de su arte se compromete a diseñar e interpretar las armas y distintivos de la nobleza para diseñar este Escudo. El ave fue adicionada en conmemoración al centenario de la Independencia Brasileña en 1922, cuando el club tenía 9 años de existencia, con eso, el Nacional se mostraba siempre como un club patriota. 
El formato del águila mudo y se modernizó conforme a pasar de los años, siendo hoy considerado uno de los más bellos símbolos entre los clubes de fútbol de Brasil.
Características
- El águila tiene como color predominante el amarillo oro.
- El ojo del águila es Azul.
- Sus bordes están totalmente de color verde, con excepción de las estrellas que son de azul.
- La cabeza del águila es volteada para la izquierda

## Cuerpo técnico actual
| Cargo                  | Nombre                 |
| ---------------------- | ---------------------- |
| Entrenador             | Francisco Diá          |
| Segundo entrenador     | Paulo Roberto (Paulao) |
| Preparador físico      | Pedro Perez            |
| Preparador de Porteros | Nailton                |
| Médico                 | Rafael Benoliel        |
| Fisioterapeuta         | Régia Coelho           |

## Artilleros del Nacional Futebol Clube

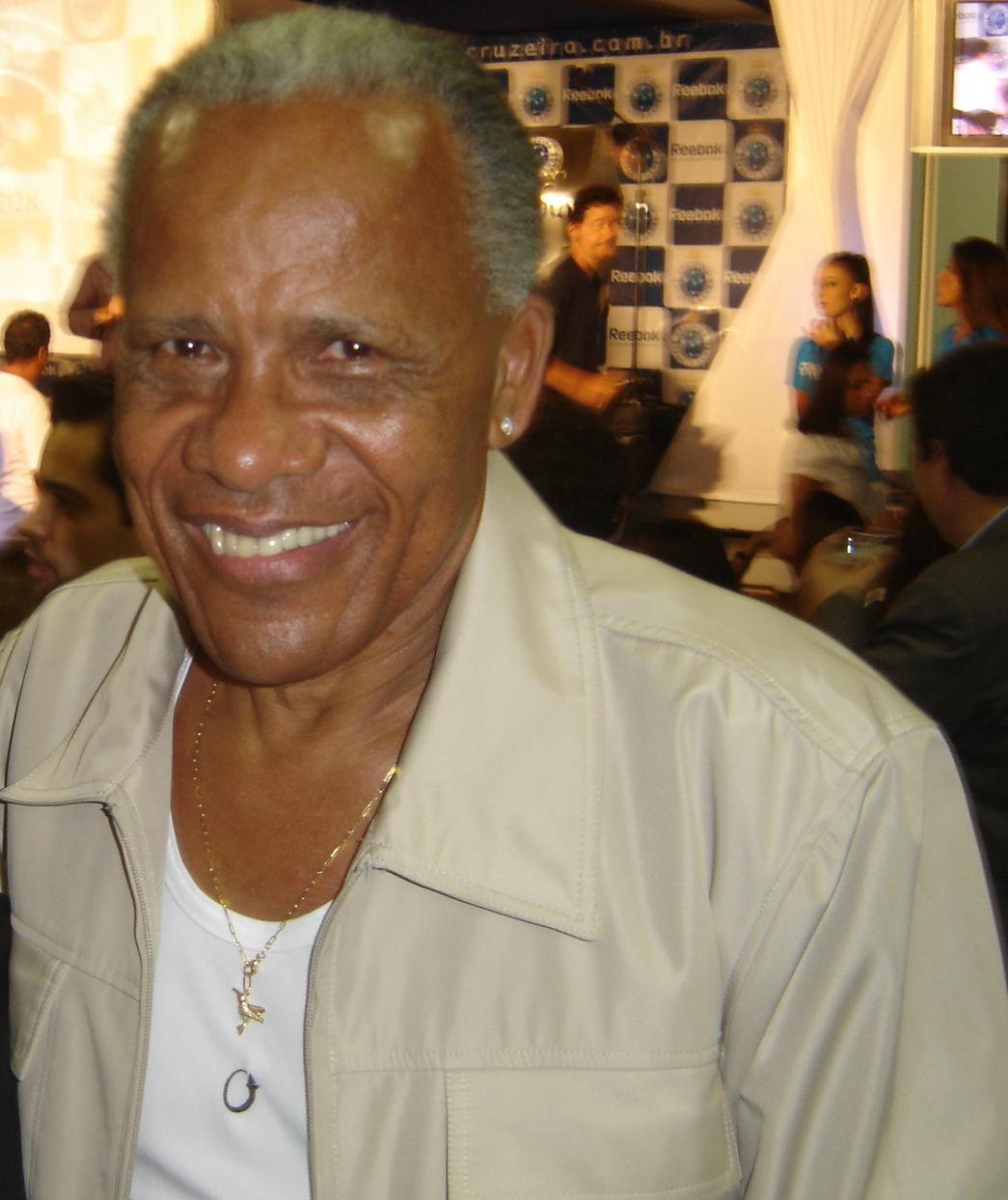
Dadá, artillero del Amazonense de 1984, Campeón defensor del Nacional.

Jugadores que fueron artilleros del Campeonato Amazonense representando al Nacional:
- 1973 - Walmir Coutinho, 7 goles en 6 juegos
- 1974 - Bibi, 9 goles en 7 juegos
- 1977 - Zezinho, 20 goles en 17 juegos
- 1978 - Careca, 16 goles en 20 juegos
- 1979 - Careca, 23 goles en 19 juegos
- 1981 - Jason, 13 goles en 14 juegos
- 1984 - Dário Dáda Maravilha, 12 goles en 14 juegos
- 1989 - Silvinho, 13 goles en 11 juegos
- 1993 - Alcimar, 11 goles en 8 juegos
- 1994 - Ney Fernandes, 8 goles en 8 juegos
- 1995 - Jorge Veras, 8 goles en 4 juegos
- 2000 - Ailton, 16 goles en 11 juegos
- 2001 - Ailton, 16 goles en 14 juegos
- 2002 - Wallace, 10 goles en 10 juegos
- 2003 - Torrinha, 10 goles en 11 juegos
- 2005 - Diego Goldin, 11 goles en 9 juegos
- 2009 - Branco, 12 goles en 10 juegos
- 2012 - Leonardo, 12 goles en 8 Juegos

## Entrenadores
- Leo Goiano (febrero de 2012-abril de 2012)[6][7]
- Aderbal Lana (?-agosto de 2013)[8]
- Léo Goiano (agosto de 2013-?)[8]
- Francisco Diá (diciembre de 2013-marzo de 2014)[9][10]
- Sinomar Naves (marzo de 2014-?)[11]
- Sinomar Naves (octubre de 2014-marzo de 2015)[12][13]
- Aderbal Lana (marzo de 2015-agosto de 2015)[13][14]
- Paulo Morgado (agosto de 2015-?)[15]
- Heriberto da Cunha (diciembre de 2015-abril de 2016)[16][17]
- Vagner Benazzi (mayo de 2016-julio de 2016)[18][19]
- Alan George (julio de 2016-septiembre de 2016)[20][19]
- Aderbal Lana (diciembre de 2016-febrero de 2017)[21][22]
- Arthur Bernardes (febrero de 2017-enero de 2018)[23][24][25]
- Sinomar Naves (enero de 2018-febrero de 2018)[24][26]
- Arthur Bernardes (febrero de 2018-marzo de 2018)[26][24][27]
- Lecheva (marzo de 2018-presente)[3]

## Presidentes
- Luiz Mitoso (?-2012)[28]
- Mário Cortez (2012-2017)[29][30]
- Roberto Peggy (2017-presente)[2]

## Patrocinadores
- Gobernación de Amazonas
- Guaraná Magistral
- Grupo V7
- SCI Sistemas Contábeis